# پریا پولیانگکولام
پریا پولیانگکولام (به لاتین: Periya Puliyangkulam) یک منطقهٔ مسکونی در سری‌لانکا است که در استان شمالی (سری‌لانکا) واقع شده‌است.